# 程仕
程仕，桐城人，清朝政治人物。监生出身。
程仕曾于康熙四十二年(1703年)接替王华洽任建宁府知府一职，康熙四十六年(1707年)由鲍复相接任。